# Стойко Тонев
Стойко Тонев (роден 19 август 1955 в Пазарджик – починал 31 януари 2021 в София) псевдоним д-р Тони Филипов е български журналист, преподавател по социология в Софийския университет „Климент Охридски“.

## Образование
В периода 1977 – 1981 следва Социология в Софийски университет „Кл. Охридски“. През 1990 получава научно-образователна степен доктор по политология (PhD) от същия университет, като защитава дисертация на тема „Възрожденски политически дейци и следосвобожденските им републиканско-монархически „метаморфози“.

## Научна дейност
В периода 1982 – 1996 е научен сътрудник в Лаборатория за политическия живот на българина, СУ „Климент Охридски“. Лабораторията е първото политологично звено в България, създадено през 1982 г. от професорите Минчо Семов, Николай Генчев и Любен Николов. Също така е и преподавател в катедра Социология и катедра Политология.
Един от най-задълбочените съвременни изследователи на Стефан Стамболов. Съставител (в съавторство с Даниела Давчева) на сборника „Стефан Стамболов в спомени на съвременници“, в който са включени публикувани спомени за Стефан Стамболов, някои от които са библиографска рядкост дори за специалистите, защото липсват от каталозите и на най-богатите библиотечни сбирки.
Малко известен е приносът му към създаването на едно от най-ранните български аналитични списания от началото на прехода – сп.„Bulgarian Quarterly”, на което е зам.-главен редактор в периода 1991 – 1992 г. Списанието излиза на български, английски, немски и френски език.

## Журналистическа дейност

### Печатна журналистика
Стойко Тонев се занимава с печатна журналистика от 1993 г.
В периода 1993 – 1999 г. е главен редактор на в. „Новинар”. От 2000 до 2006 г. е първи зам.-главен редактор на в. „Монитор”. В периода 2007 – 2008 е първи зам.-главен редактор на в. „Експрес” и наблюдател. Във в. „Експрес” поддържа ежедневна рубрика в продължение на две години.

### Журналист на свободна практика
От 2009 година е журналист на свободна практика.
През 2009 – 2010 година сътрудничи на агенция „Фрогнюз“, където има седмична рубрика. В агенция Хасково.нет, в. „Народно дело” (Варна), „Утро“ (Русе), „Зов“ (Враца), във в. „Знаме” (Пазарджик) поддържа ежедневна рубрика – пет дни в седмицата.
От 2009 година поддържа блога delnicite.blogspot.com, който има средно 850 – 900 посещения дневно и получава наградата на омбудсмана за интернет медия през 2010 г. Има публикации в „Правен свят“, сп. „Тема” и др.
През 2011 г. създава „хроно-синкластичен инфундибулум“ на адрес Reduta.bg (по Вонегът: „Това са местата, където всички различни видове истина застават заедно по местата си толкова хубаво, колкото частите в слънчевия часовник на татко ви.“). Името reduta не е избран случайно. Редут е „постоянно или временно фортификационно, обикновено землено съоръжение от затворен вид. Широко се е използвал за отбрана (позиционна война)“. Само в Редута.бг и в Офнюз, където „Из делниците на един луд“ също се публикуват, читателите достигат до 150 000 на месец.
Член на редакционната колегия на „Прас-прес“.
Рубриката „Из делниците на един луд“ списвана под псевдонима „Тони Филипов, д-р“ продължава да съществува през целия период 2002 – 2021 година. Последната колонка на д-р Тони Филипов в „Офнюз“ е от 24 януари.
Почива на 31 януари 2021 г. в София.

## Награди и отличия
През 2010 г. получава наградата на омбудсмана на България за интернет медия за блога delnicite.blogspot.com.
Носител на специалната награда на фондация „Комунитас“ за „личен принос към независимата журналистика“

## Принос към третия сектор
Участва и в изграждането на гражданския сектор в България през 90-те години, като основател и зам.-председател на Института за регионални и международни изследвания (1997 – 2000) и зам.-председател на Асоциация „Прозрачност без граници“ (1998 – 2010).

## Членство в професионални организации
Член на журито на конкурса за журналистика на Фондация „Радостина Константинова“.

## Медиите за него
| „       | В едно друго време, когато вестниците бяха сила, а цензурата беше нещо скандално, Стойко Тонев беше главният редактор на много силния по това време вестник „Новинар“. За част от екипа на OFFNews това беше първата редакция, първата голяма медия, в която се учехме на журналистика. После дойде време, в което „един луд“ имаше повече възможност да прави журналистика отколкото главния редактор. | “ |
| „Офнюз“ | |   |

| „                | „Из делниците на един луд“ се откроява в днешната медийна среда. Преди всичко, защото е талантлива и честна публицистика. Такава, каквато в последното десетилетие малцина автори успяват да предложат на читателите, а и да задържат вниманието им години наред. | “ |
| Портал „Култура“ | |   |

| „                                 | Дано днешната и бъдеща българска журналистика запази поне частица от „лудостта“ ти… | “ |
| Фондация „Радостина Константинова |                                                                                     |   |

| „         | С псевдонима Тони Филипов, д-р, родил се през 2002 г., той беше един от най-четените сатирици в последните години. Иронизираше случващото се във властта и във всекидневието ни с тънка ирония и чувство за хумор. | “ |
| „Дневник“ | |   |

| „          | Един от най-забележителните български сатирици. | “ |
| „Медиапул“ |                                                 |   |

| „           | Прие последното си предложение, на което нямаше как да откаже. Да заеме достойно място на небесната пейка, редом до велики публицисти, поети и писатели като Захари Стоянов, Алеко Константинов, Радой Ралин. | “ |
| „Прас-прес“ | |   |